# Kengyel
Kengyel is een plaats (község) en gemeente in het Hongaarse comitaat Jász-Nagykun-Szolnok. Kengyel telt 4370 inwoners (2002).